# Célio Marques Fernandes
Célio Marques Fernandes (Porto Alegre, 4 de junho de 1913 - Porto Alegre, 9 de novembro de 1989) foi um advogado, delegado de polícia e político brasileiro.
Exerceu o cargo de vereador de Porto Alegre e, como Presidente de Câmara de Vereadores, assumiu a prefeitura da capital do Rio Grande do Sul após o golpe militar de 1964.
Substituiu Sereno Chaise, que teve seus direitos políticos cassados pela ditadura, como prefeito. Teve seu mandato interrompido em 1965 quando a Câmara dos Vereadores elegeu o vereador Renato Sousa para o cargo. Não aceitando a decisão, ingressou com mandado de segurança no Supremo Tribunal Federal, que por 7 votos a 3 o reconduziu à prefeitura.
Fernandes governou Porto Alegre até 1969. De 1971 a 1979 foi deputado federal. Posteriormente foi magistrado do Tribunal de Justiça Militar do Estado do Rio Grande do Sul.